# Đảng Thanh niên Việt Nam
Đảng Thanh niên Việt Nam (tiếng Pháp: Jeune Annam) là một tổ chức chính trị - xã hội do một nhóm thanh niên ái quốc sáng lập vào năm 1926 và tan rã cùng năm.

## Lịch sử
Giai đoạn 1925 - 1926, giữa lúc Sài Gòn và Nam Kỳ đang sôi động phong trào đấu tranh dân chủ, một số người yêu nước có tư tưởng dân chủ trong đó có Nguyễn An Ninh, Nguyễn Trọng Hy, Trần Huy Liệu... và một số người Pháp tiến bộ đã chủ trương tổ chức một cuộc mít-tinh để phát biểu quan điểm của mình đối với Đảng Lập hiến và bày tỏ thái độ đối với nhà cầm quyền Đế quốc thực dân Pháp.
Cuộc mít-tinh được tổ chức vào ngày 21 tháng 3 năm 1926 tại Xóm Lách, đường Lanzarotte (Sài Gòn), gây tiếng vang lớn và chính tại đây đã tự phát hình thành một tổ chức mang tên Đảng Thanh niên Việt Nam. Đảng này hoạt động công khai mặc dù không xin phép chính quyền. Đường lối của nó không rõ ràng, chỉ hướng vào những hoạt động đòi quyền tự do dân chủ và cũng không có hệ thống tổ chức chặt chẽ. Hoạt động của nó chỉ sôi nổi nhất thời, nổi bật trong cuộc đón rước Bùi Quang Chiêu trong đó Đảng Thanh niên chống lại tư tưởng đề huề của lãnh tụ Đảng Lập hiến. Đảng Thanh niên cũng hoạt động tích cực vào việc đấu tranh đòi thả chí sĩ Nguyễn An Ninh, trở thành hạt nhân tập hợp quần chúng tổ chức đám tang Phan Châu Trinh (24 tháng 3, 1926). Tổ chức này cũng đã tham gia ký kết vào bản tuyên bố gửi Chính phủ Pháp của các đại biểu tổ chức An Nam Độc lập Đảng (1927).
Sau cuộc vận động đình công (dự định vào ngày 5 tháng 4, 1926) thất bại, cũng như do việc Nguyễn An Ninh và một số nhân vật của Đảng bị bắt, về căn bản Đảng Thanh niên chấm dứt hoạt động. Mặc dù chưa phải là một tổ chức chính trị thực thụ, nhưng sự xuất hiện và những hoạt động của Đảng Thanh niên là dấu hiệu phát triển của phong trào quần chúng đang đòi hỏi sớm có những chính đảng tân tiến hơn lãnh đạo. Nhiều nhân vật của Đảng Thanh niên sau đó tiếp tục hoạt động trong tổ chức Việt Nam Quốc dân Đảng và các tổ chức Cộng sản.

### Mấy nhân vật tiêu biểu
- Nguyễn Trọng Hy: Chủ tịch Đảng.
- Trần Huy Liệu: Phó chủ tịch Đảng.
- Bùi Công Trừng

## Đánh giá
- "... Nhóm thanh niên Việt Nam (tức Đảng Thanh niên) tiến bộ và hoạt động hơn đảng Lập hiến, cơ quan báo chí của nhóm này do một người đã gia nhập quốc tịch Pháp làm chủ nhiệm (ý nói tới Phan Văn Trường với tờ La Cloche fêlée) thường trích bài của báo Nhân đạo (L'Humanité) xuất bản ở Paris. Nhóm này cũng xuất bản dưới hình thức những sách nhỏ như bản Tuyên ngôn Cộng sản của Mác. Tất nhiên, chính phủ Pháp hết sức tìm cách phá bỏ nhóm này, nhưng không kết quả vì nhóm đó chưa thành lập đảng, bèn đàn áp các thành viên... Tháng 3, nhóm Thanh niên Việt Nam có tổ chức một cuộc mít tinh, thông qua kiến nghị sau: "Chúng tôi 3.000 người Việt Nam sau khi nghe diễn thuyết, nói chuyện... chúng tôi khẩn thiết đòi Chính phủ Pháp ở Đông Dương phải tôn trọng những quyền tự nhiên và bất khả xâm phạm của con người và công dân đã được hiến pháp của nước Cộng hòa Pháp tôn trọng nhất là: 1. Tự do báo chí viết bằng tiếng bản xứ. 2. Bỏ câu thúc thân thể về dân sự và thương sự. 3. Tự do học tập, hội họp và tự do đi lại. Trước cuộc mít tinh, người ta đã rải truyền đơn, cuối tờ truyền đơn có câu: "Nếu Chính phủ không chịu trả lại cho chúng tôi những quyền tự do cần thiết nói trên... thì chúng tôi không còn chút tin tưởng nào ở thiện chí ở Chính phủ và chúng tôi nguyện cùng nhau tận tâm tận lực để hoạt động giải phóng dân tộc Việt Nam" - Nguyễn Ái Quốc.